# Miyuki Sawashiro

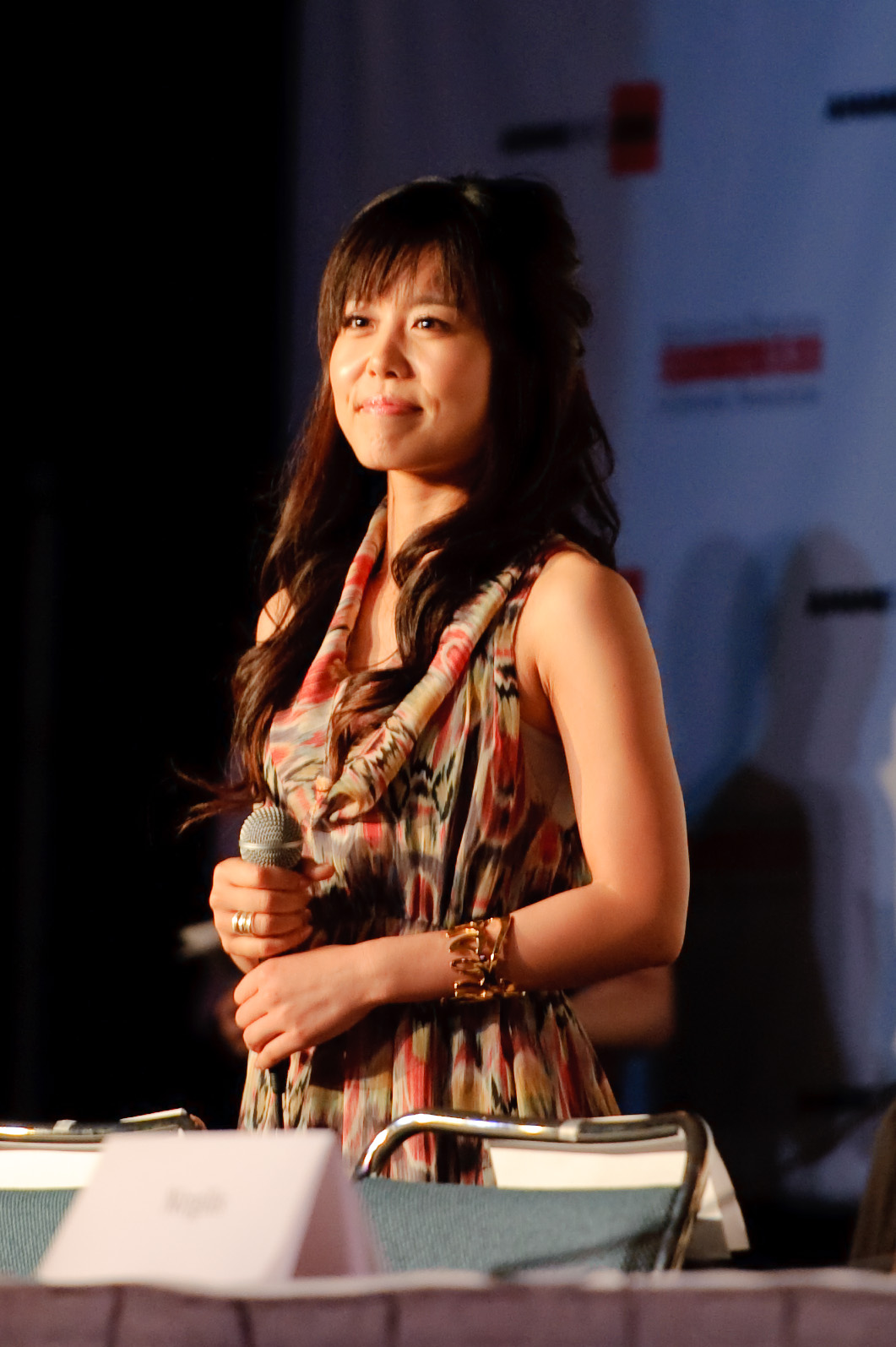
Miyuki Sawashiro

Miyuki Sawashiro (jap. 沢城 みゆき, Sawashiro Miyuki; * 2. Juni 1985 in der Präfektur Nagano) ist eine japanische Synchronsprecherin (Seiyū). Sie arbeitet für die Agentur Mausu Promotion.

## Biografie
Geboren in der Präfektur Nagano ist sie in der Präfektur Tokio aufgewachsen.
Am 2. Mai 1999 nahm sie als 13-Jährige an einem Vorsprechen für die zukünftige Anime-Serie Di Gi Charat teil. Von den 525 Bewerbern, wurde zwar Asami Sanada die Gewinnerin, Miyuki Sawashiro erhielt aber den Sonderpreis der Jury. Als ungelernte Synchronsprecherin erhielt sie damit für ihr Debüt gleich eine größere Rolle der Petit Charat. 2001 besuchte sie eine mit Mausu Promotion assoziierte Synchronsprecher-Ausbildungsstätte und wurde 2003 von der Agentur übernommen.
Während sie 2007 ihre Hochschul-Abschlussarbeit schrieb, trat sie der Theatertruppe Theatre Gekidango (Theatre劇団子) bei.
2008 erhielt sie bei den 3. Seiyū Awards neben Aya Endō den Preis für die Beste Nebenrolle für ihre Rollen wie in Toshokan Sensō, Kannagi, PERSONA -trinity soul- und Kurogane no Linebarrel.
Miyuki Sawashiro übernahm auch Hauptrollen in zwei Dōjin-Anime: als Marisa Kirisame in der Tōhō-Danmaku-Shooter-Verfilmung Tōhō Niji Sōsaku Dōjin Anime: Musō Kakyō – A Summer Day’s Dream und als Protagonistin Hikari in Hoshi ni Negai o: Fantastic Cat, der auch in die Kinos kam.

## Rollen (Auswahl)
| 1999 - Di Gi Charat (Petit Charat) 2001 - Galaxy Angel (Staffel 1) (Mint Blancmanche, Yurippe) - Kokoro Library (Iina, Kokoro Shindō) - Shiawase Sō no Okojo-san (Kojopī) 2002 - Galaxy Angel (Staffeln 2–3) (Mint Blancmanche, Pinto) - Panyo Panyo Di Gi Charat (Petit Charat) - PitaTen (Kotarō Higuchi) 2003 - Galaxy Angel (Staffel 3 Special) (Mint Blancmanche) - Di Gi Charat Nyo! (Petit Charat) 2004 - Galaxy Angel (Staffel 4) (Mint Blancmanche) - Legendz: Yomigaeru Ryūō Densetsu (Eigo A-ta, Sōmu) - Rozen Maiden (Shinku) 2005 - Onegai My Melody (Kakeru Kogure) - Gokujō Seitokai (Mayura Ichikawa) - D.C.S.S. – Da Capo Second Season (Kanae Kudō) - Full Metal Panic! The Second Raid (Xia Yu Lan) - Rozen Maiden: Träumend (Shinku) 2006 - Winter Garden (Petit Charat) - Utawarerumono (Aruru) - Otogi-Jūshi: Akazukin (Ibara-hime) - Onegai My Melody – Kuru Kuru Shuffle! (Kakeru Kogure) - Hime-sama Goyōjin (Sobana Kana) - Rakugo Tennyo Oyui (Tae Yanaka) - Red Garden (Claire Forrest) - Rozen Maiden: Ouvertüre (Shinku) 2007 - Onegai My Melody: Sukkiri (Kakeru Kogure) - Kamichama Karin (Kazune Kujō) - Goshūshō-sama Ninomiya-kun (Reika Hōjō) - Sayonara Zetsubō Sensei (Maria Tarō Sekiutsu) - Suteki Tantei Labyrinth (Mayuki Hyūga) - Blue Drop – Tenshi-tachi no Gikyoku (Hagino Senkōji) - Shugo Chara! (Yoru) 2008 - Kannagi (Tsugumi Aoba, Jin Mikuriya (jung)) - Kurenai (Shinkurō Kurenai) - Kurogane no Linebarrel (Satoru Yamashita) - Strike Witches (Perrine-H. Clostermann) - (Zoku) Sayonara Zetsubō Sensei (Maria Tarō Sekiutsu) - Toshokan Sensō (Asako Shibasaki) - PERSONA -trinity soul- (Jun Kanzato, Yuki Kanzato) - Yozakura Quartet (Kotoha Isone) 2009 - Fairy Tail (Ultear Milkovich) - Canaan (Canaan) - Kimi ni Todoke (Ayane Yano) - (Zan) Sayonara Zetsubō Sensei (Maria Tarō Sekiutsu) - GA – Geijutsuka Art Design Class (Tomokane) - Jewelpet (Aoi Arisugawa) - Sora o Kakeru Shōjo (Tsutsuji Baba) - Tatakau Shisho – The Book of Bantorra (Milepoch) - Tegami Bachi (Lag Seeing) - Bakemonogatari (Suruga Kambaru) - Phantom – Requiem for the Phantom (Cal Devens) - Maria Holic (Heimleiter) 2010 - Arakawa under the Bridge (Maria) - Angel Beats! (Iwasawa) - Highschool of the Dead (Saeko Busujima) - Strike Witches 2 (Perrine-H. Clostermann) - Tantei Opera Milky Holmes (Tsugiko Zenigata) - Tegami Bachi Reverse (Lag Seeing) - Deadman Wonderland (Toto Sakigami) - Densetsu no Yūsha no Densetsu (Calne Kaiwal) - Durarara!! (Celty Sturluson) 2011 - Uta no Prince-sama: Maji Love 1000% (Haruka Nanami) - Kimi ni Todoke 2nd Season (Ayane Yano) - Kyōkai Senjō no Horizon (Masazumi Honda) - Gosick (Cordelia Gallo) - Sofuteni (Reo Amachi) - Dantalian no Shoka (Dalian) - Hunter × Hunter (Kurapika) - Beelzebub (Beelzebub) - Maria Holic Alive (Heimleiter) 2012 - Uchū Kyōdai (Serika Itō) - Kyōkai Senjō no Horizon II (Masazumi Honda) - K (Seri Awashima) - Kokoro Connect (Himeko Inaba) - Psycho-Pass (Shion Karanomori) - Jewelpet Kira Deco! (Rabura) - Zetsuen no Tempest (Hakaze Kusaribe) - Nisemonogatari (Suruga Kanbaru) - Btooom! (Kōsuke Kira) - Lupin the Third – Fujiko to Iu Onna (Fujiko Mine) 2013 - Jewelpet Happiness (Rabura) - Devil Survivor 2: The Animation (Makoto Sako) - Photo Kano (Tomoe Misumi) - Maoyū Maō Yūsha (Onna Kishi) - Monogatari Series: Second Season (Suruga Kanbaru) - Rozen Maiden: Zurückspulen (Shinku) - Stella Jogakuin Kōtōka C³-bu (Sonora Kashima) 2014 - Fūun Ishin Daishōgun (Hōkōin) - Gekkan Shōjo Nozaki-kun (Yuzuki Seo) - Hanamonogatari (Suruga Kanbaru) - Kiseijū: Sei no Kakuritsu (Kana Kimishima) - No Game No Life (Izuna Hatsuse) - Noragami (Bishamon) - Sword Art Online II (Sinon) - Z/X Ignition (Ayase Kamiyugi) 2015 - Küss ihn, nicht mich! (Shima Nishina) - Lupin Sansei (Fujiko Mine) | 2004 - Top o Nerae 2! (Tycho Science) 2007 - Strike Witches (Perrine-H. Clostermann) - Dead Girls (Claire Forrest) 2008 - (Goku) Sayonara Zetsubō Sensei (Maria Tarō Sekiutsu) - Tegami Bachi – Hikari to Ao no Gensō Yawa (Lag Seeing) 2009 - OVA Utawarerumono (Aruru) 2010 - Kurenai (Shinkurō Kurenai) - Beelzebub (Beelzebub) - Major: Message (Daigo Shigeno) - Yozakura Quartet – Hoshi no Umi (Kotoha Isone) 2011 - Gakuen Mokushiroku: Drifters of the Dead (Saeko Busujima) - .hack//Quantum (Tobias) 2012 - Black Rock Shooter (Yomi Takanashi) 2013 - Corpse Party: Tortured Souls (Yui Shishido) 2017 - Fate/Apocrypha (Mordred) - Bayonetta: Bloody Fate (Cereza) - Evangelion: 3.33 – You Can (Not) Redo. (Sakura Suzuhara) - Hoshi ni Negai o: Fantastic Cat (Hikari) - Haruka und der Zauberspiegel (Teo) - Jewelpet Sweets Dance Princess (Rabura) - Loups=Garous (Reimyao) - Lupin the Third vs Meitantei Conan (Fujiko Mine) - Maquia – Eine unsterbliche Liebesgeschichte (Lashinu) - Strike Witches (Perrine-H. Clostermann) - Toshokan Sensō: Kakumei no Tsubasa (Asako Shibasaki) - Eve no Jikan (Chie) - Annie no Atelier – Sera-tō no Renkinjutsushi (Pepe) - Arcana Heart 3 (Weiss) - Ar Tonelico 2: Melody of Metafalica (Cloche Leythal Pastalia) - Utawarerumono (Aruru) (PS2-/PSP-Fassung) - Odin Sphere (Velvette) - Muramasa: The Demon Blade (Momohime) - Star Ocean: The Last Hope (Lymle Lemuri Phi) - Strike Witches – Anata to Dekiru Koto: A Little Peaceful Days, Strike Witches – Sōkū no Dengekisen Shin Taichō Funtō Suru! (Perrine-H. Clostermann) - Chocobo to Mahō no Ehon: Majō to Shōjo to 5-nin no Yūsha (Rafi, Eri) - Phantasy Star Portable 2 (Yūto Yūn Yunkāsu) - Hottarake no Shima – Kanata to Nijiiro no Kagami (Teo) - Yggdra Union (Mirano) - Catherine (Catherine) - „Uta no Prince-sama“-Reihe (Haruka Nanami) - Fire Emblem: Awakening (weibliche Protagonistin/Avatar) - Tales of Xillia (Milla Maxwell) - Final Fantasy Type-0 HD (Sice) - My Little Pony – Freundschaft ist Magie (Twilight Sparkle) |